# Gary Lambert
Gary Lambert (Baton Rouge, 21 de enero de 1959) es un ex–jugador estadounidense de rugby que se desempeñaba como ala.

## Selección nacional
Fue convocado a las Águilas por primera vez en junio de 1981 para enfrentar a los Canucks y disputó su último partido en abril de 1990 ante los Pumas. En total jugó 18 partidos y marcó tres tries (12 puntos por aquel entonces).

### Participaciones en Copas del Mundo
Solo disputó una Copa del Mundo: Nueva Zelanda 1987 donde las Águilas fueron eliminados en fase de grupos, Lambert jugó todos los partidos y le marcó un try a los Brave Blossoms.
| Mundial                       | Sede          | Resultado    | PJ | Tries |
| ----------------------------- | ------------- | ------------ | -- | ----- |
| Copa Mundial de Rugby de 1987 | Nueva Zelanda | Primera fase | 3  | 1     |